# Andrea Martin
Andrea Louise Martin (Portland; 15 de enero de 1947) es una actriz, cantante, autora y comediante estadounidense. Ha aparecido en películas como Black Christmas, My Big Fat Greek Wedding, Hedwig and the Angry Inch, en producciones teatrales como la reposición de 2013 de Pippin por la que ganó el Premio Tony a Mejor Actriz en un Musical, My Favorite Year, por el que también ganó el Premio Tony por Mejor Actriz en un Musical. Martin también ha aparecido en Broadway en El violinista en el tejado, Cándido, Oklahoma!, Young Frankenstein, Act One, Le Roi se meurt y en la serie televisiva SCTV.
Martin ha recibido cinco nominaciones a los Premios Tony como Mejor Actriz, más que cualquier otra actriz en la historia de estos premios. 
Ella actualmente interpreta a Marilyn Kessler en la serie original de Hulu, Difficult People.

## Primeros años
Martin nació en Portland, Maine, en 1947, la mayor de tres hermanos, hija de Sybil A. (apellido de soltera Manoogian) y John Papazian Martin. Sus abuelos paternos eran inmigrantes armenios que se mudaron a los Estados Unidos desde Turquía para huir del Genocidio Armenio. Sus abuelos maternos eran armenios de Ereván y Estambul. Su padre tenía una tienda de comestibles, Martin's Foods.

## Carrera
Pronto después de graduarse en el Emerson College, consiguió un papel en la compañía You're A Good Man, Charlie Brown. Después de frecuentes visitas a Toronto, se mudó a Nueva York de Toronto en 1970 e inmediatamente encontró trabajo en televisión, cine y teatro.
En 1972, interpretó el papel de Robin en una producción en Toronto de Godspell, con una compañía que incluía a las futuras estrellas Gilda Radner, Martin Short, Eugene Levy, Victor Garber, y el director musical Paul Shaffer.  Dos de sus apariciones en el cine fueron en la película de 1973  Cannibla Girls por el que ganó el Premio del Festival de Cine Sitges a Mejor Actriz, y, en 1974, como la chica de hermandad Phyllis en Black Christmas, una película slasher canadiense.
En 1976, se unió a los entonces desconocidos John Candy, Dave Thomas, Eugene Levy, Catherine O'Hara, Harold Ramis y Joe Flaherty en el comedia de sketch canadiense, SCTV, la cual estaba localizada en la ficticia estación de televisión "Second City Television", o SCTV, en Melonville. Martin interpretó a la mánager de la estación vestida de estampado de leopardo Edith Prickley, cuyos negocios con el personal, incluyendo al presidente/dueño Guy Caballero, el despistado locutor Earl Camembert, y el actor fracasado Johnny LaRue, ayudaron a proporcionar mucho humor a la serie. Sus otras memorables caracterizaciones incluyen a la sexóloga reprimida Dr. Cheryl Kinsey, a la gurú de autoafirmación insegura Libby Wolfson, a la portera de lengua viperina Prini Scleroso, a la animadora para niños sordos Sra. Falbo, a la curiosa texana Edna Boil, y a la reina de la discoteca vestida con vaqueros imposiblemente apretados Melba. Su talento para las imitaciones fue la clave para sus muchas interpretaciones humorísticas de personajes como Barbra Streisand, Ethel Merman, Arlene Francis, Pauline Kael, Sally Field, Sophia Loren, Beverly Sills, Lynn Redgrave, Linda Lavin, Bernadette Peters, Liza Minnelli, Connie Francis, Madre Teresa, Joni Mitchell, Alice B. Toklas, Patti Smith, Brenda Vaccaro e Indira Gandhi. En 1981, Martin fue nominada al Emmy por Mejor Actriz de Reparto en un Espectáculo de Variedades por su trabajo en SCTV.
Su trabajo teatral en la década de los 70 eventualmente incluían comedias improvisadas con la tropa de The Second City, un grupo que produjo casi al elenco entero de SCTV. En 1992, hizo su debut en Broadway en el musical My Favorite Year, por el que ganó el Premio Tony, el Premio Theatre World, y el Premio Drama Desk por Mejor Actriz en un Musical. Entre sus adicionales créditos de Broadway se incluyen Cándido (1997) y Oklahoma! (2002), y el estreno en Broadway de Young Frankenstein (2007), todo lo cual le consiguió nominaciones a los Premios Tony en la categoría de Mejor Actriz en un Musical. 
Martin protagonizó junto a Geoffrey Rush y Susan Sarandon en la reposición en Broadway de Le Roi se meurt. Por su interpretación como Juliette,  fue nominada para un Drama Desk y un Premio Outer Critics Circle. Escribió e interpretó en el show aclamado por la crítica Nude, Nude, Totally Nude en Los Ángeles y en Nueva York, recibiendo un Premio Drama Desk en 1996 por Mejor Show de Una Persona.
Otros créditos de teatro incluyen La rosa tatuada y Bettys Summer Vacaction, por el que ganó el Premio Elliot Norton por Mejor Actriz, ambos producidos en el Teatro The Huntington en Bsoton. Durante el invierno de 2012-2013, interpretó a Berthe, la abuela de Pippin, en la producción del Teatro American Repertory de Pippin en Cambridge, Massachusetts, cantando la canción clásica "No Time At All". El espectáculo transfirió a Broadway en el Teatro de Caja de la Música y abierto en abril de 2013. Por Pippin Martin ganó el Premio Drama Desk por Mejor Actriz en un Musical, el Premio Outer Critics Circle por Mejor Actriz en un Musical y el Premio Tony Premio por Mejor Actriz en un Musical. La última aparición de Martin como Berthe en la producción de Broadway de Pippin fue el 22 de septiembre de 2013. Apareció en Broadway en la nueva obra escrita y dirigida por James Lapine, Act One, por el que recibió el Premio Outer Critics Circle.
Martin ha interpretado a Wanda el hada de Palabra en numerosos segmentos de Barrio Sésamo. Ella también ha aparecido en Kate & Allie como la productora ejecutiva de una cadena de televisión por cable con bajo presupuesto, la cual tuvo su spin-off en la serie de CBS, "Roxie". Los fanes de Star Trek puede que la reconozcan como una de las actrices que interpretó a la madre de la iconoclasta Ishka Quark en Star Trek: Deep Space Nine. Para su papel, tenía que aparentar ser una mujer anciana aunque en realidad Martin tenía tan sólo tres años más que Armin Shimerman, quien interpretaba a Quark.
Ganó dos Premios Emmy por Mejor Guion en un Programa de Variedades o Musical en 1982 y 1983. Ha trabajado como actriz de doblaje en cine y series de televisión tales como Anastasia, The Adventures of Jimmy Neutron: Boy Genius, Las Aventuras Siniestras de Billy y Mandy, Rugrats como la Tía Miriam, The Secret of NIMH 2: Timmy to the Rescue como Muriel - la mujer de Floyd, Los Simpson (como la madre de Apu), Recess como Lunchlady Harriet, la versión de 1999 del nuevo show del Pájaro Loco, Earthworm Jim, Kim Possible, Las maravillosas desventuras de Flapjack, The Buzz On Maggie, Bob Esponja, y Hermano Oso 2. Ella también aparecido en la adaptación televisiva de 1993 de Gypsy protagonizada por Bette Midler.
En 1997, Martin protagonizó en la serie de televisión Life... and Stuff.
Sus muchos créditos de pantalla incluyen La otra pareja en el que interpretó a la madre de Dan Bucatinsky, Club Paradise, Wag the Dog, All I Want for Christmas, Worth Winning, Hedwig and the Angry Inch, Stepping Out, The Producers, y My Big Fat Greek Wedding, en el que interpretó a la Tía Voula, un papel que ella volvió a interpretar en la adaptación a la pequeña pantalla. En 2006, interpretó un papel importante en el remake de Black Christmas. Interpretó a Helaine en la película independiente Breaking Upwards. En el episodio titulado Pupil, interpretó a una paciente en la sala de urgencias en la serie de televisión Nurse Jackie, el cual se estrenó el 27 de julio de 2009. Dio voz a Penny en el episodio de American Dad! "Stan's Best Friend" y apareció en un episodio de 30 Rock titulado "My Whole Life Is Thunder". Martin recientemente apareció en Noche en el Museo 3 y ha completado una temporada para la serie original de Hulu, Difficult People, protagonizado por Billy Eichner y Julie Klausner y producido por Amy Poehler. Se estrenó el 5 de agosto de 2015.
Protagonizó el sitcom de la NBC Working the Engels y regresó como la Tía Voula en Mi gran boda griega 2, que se estrenará en marzo de 2016. En diciembre de 2015, Martin protagonizó en la reposición en el Roundabout Theater de Noises Off, dirigido por Jeremy Herrin. 
Martin recorrió Canadá y los Estados Unidos con su show, "Andrea Martin: Final Days, Everything Must Go!" con su director musical Seth Rudetsky.

## Vida personal
Tiene dos hijos, Jack (nacido ca. 1981) y Joe (nacido en 1983), con su marido anterior Bob Dolman, un guionista. A través de este matrimonio, fue cuñada de la actriz Nancy Dolman y de su marido Martin Short.
A través de su éxito en la televisión y el teatro canadiense y por sus vínculos familiares con Canadá, se puede asumir que ella es canadiense, pero Martin tiene la ciudadanía estadounidense. Sus dos hijos tienen la doble nacionalidad canadiense-estadounidense debido a la nacionalidad canadiense de su padre.

## Caridad
Desde 2000, Martin ha sido portavoz para la Fundación de Niños Armenios (COAF) y organiza su gala anual. 

## Filmografía

### Películas
| Año  | Título                                    | Papel                         | Notas                  |
| ---- | ----------------------------------------- | ----------------------------- | ---------------------- |
| 1971 | Foxy Lady                                 | Chica de la puerta de al lado |                        |
| 1973 | Cannibal Girls                            | Gloria Wellaby                |                        |
| 1974 | Black Christmas                           | Phyl                          |                        |
| 1976 | The Rimshots                              | Película de televisión        |                        |
| 1980 | Wholly Moses!                             | Zipporah                      |                        |
| 1982 | Soup for One                              | Seductora de Concord          |                        |
| 1986 | Club Paradise                             | Linda White                   |                        |
| 1987 | Innerspace                                | Paciente en la sala de espera |                        |
| 1988 | Martha, Ruth & Edie                       | Ruth                          |                        |
| 1989 | Rude Awakening                            | April Stool                   |                        |
| 1989 | Worth Winning                             | Claire Broudy                 |                        |
| 1990 | Too Much Sun                              | Bitsy                         |                        |
| 1991 | Stepping Out                              | Dorothy                       |                        |
| 1991 | All I Want for Christmas                  | Olivia                        |                        |
| 1991 | Ted & Venus                               | Señora con bolsa              |                        |
| 1992 | Boris and Natasha: The Movie              | Toots                         | Película de televisión |
| 1992 | Itsy Bitsy Spider                         | Profesora de música (voz)     | Corto                  |
| 1996 | Bogus                                     | Penique                       |                        |
| 1997 | Anastasia                                 | Phlegmenkoff, anciana (voz)   |                        |
| 1997 | Wag the Dog                               | Liz Butsky                    |                        |
| 1998 | The Rugrats Movie                         | Tía Miriam (voz)              |                        |
| 1998 | The Secret of NIMH 2: Timmy to the Rescue | Muriel (voz)                  | Directo-a-vídeo        |
| 1999 | Bartok the Magnificent                    | Baba Yaga (Voz)               | Directo-a-vídeo        |
| 2000 | Believe                                   | Muriel Twyman                 |                        |
| 2000 | Un perdedor con suerte                    | Profesor                      |                        |
| 2001 | Hedwig and the Angry Inch                 | Phyllis Stein                 |                        |
| 2001 | Recess: School's Out                      | Lunchlady Harriet (voz)       |                        |
| 2001 | La otra pareja                            | Dra. Ellen Wyckoff            |                        |
| 2001 | Jimmy Neutrón: El niño genio              | Señora Ave (voz)              |                        |
| 2002 | My Big Fat Greek Wedding                  | Theia Voula                   |                        |
| 2004 | New York Minute                           | Senadora Anne Lipton          |                        |
| 2005 | The Producers                             | Darme un beso-Sentirme        |                        |
| 2006 | The TV Set                                | Becky                         |                        |
| 2006 | Hermano Oso 2                             | Anda (Voz)                    | Directo-a-vídeo        |
| 2006 | How to Eat Fried Worms                    | Señora Bommley                |                        |
| 2006 | Young Triffie                             | Señora Grace Melrose          |                        |
| 2006 | Black Christmas                           | Barbara "Ms. Mac" MacHenry    |                        |
| 2007 | Barbie as the Island Princess             | Reina Ariana (voz)            | Directo-a-vídeo        |
| 2008 | The Toe Tactic                            | Miel (voz)                    |                        |
| 2009 | Breaking Upwards                          | Helaine                       |                        |
| 2012 | BuzzKill                                  | Lil Albright (Voz)            |                        |
| 2012 | Girl Most Likely                          | Etapa Zelda                   |                        |
| 2012 | Delivering the Goods                      | Anna                          |                        |
| 2014 | Night at the Museum: Secret of the Tomb   | Rose (Archivista)             |                        |
| 2016 | Mi gran boda griega 2                     | Theia Voula                   |                        |
| 2016 | Tom and Jerry: Back to Oz                 | The Hungry Tiger (voz)        | Directo-a-vídeo        |
| 2018 | Diane                                     | Bobbie                        |                        |
| 2018 | Little Italy                              | Franca                        |                        |
| 2023 | Mi gran boda griega 3                     | Theia Voula                   |                        |

### Televisión
| Año       | Título                                     | Función                               | Notas                                                               |
| --------- | ------------------------------------------ | ------------------------------------- | ------------------------------------------------------------------- |
| 1971      | The Hart and Lorne Terrific Hour           | Baffin Islander, cantante de himno #2 | Episodio septiembre datado 18                                       |
| 1975      | King of Kensington                         | Wilma Willoughby                      | Episodio: "La Alegría de Kensington"                                |
| 1976      | The Sunshine Hour                          | Habitual                              |                                                                     |
| 1976–1977 | The David Steinberg Show                   | Julie Liverfoot                       | 3 episodios                                                         |
| 1976–1984 | Second City Television                     | Varios                                | 74 episodios                                                        |
| 1981      | Titans                                     | George Arena                          | Episodio: "George Arena"                                            |
| 1986      | Kate & Allie                               | Eddie Gordon                          | 2 episodios                                                         |
| 1987      | Roxie                                      | Roxie Brinkerhoff                     | 6 episodios                                                         |
| 1987–2009 | Barrio sésamo                              | Wanda Falbo, Varios                   | 8 episodios                                                         |
| 1988      | The Elephant Show                          | Ella                                  | Episodio: "Unicef"                                                  |
| 1988      | Poison                                     | Melissa                               |                                                                     |
| 1988      | Ed Grimley                                 | Señora Freebus (Voz)                  | 13 episodios                                                        |
| 1989      | El show de Tracey Ullman                   | Paciente de terapia                   | Episodio #3.20                                                      |
| 1991      | The Carol Burnett Show                     | Personajes episódicos                 |                                                                     |
| 1992      | Camp Candy                                 | Voces adicionales                     | Episodio: "When It Rains... It Snows"                               |
| 1992      | Maniac Mansion                             | Dr. Fontana Azul (voz)                | Episodio: "Idella's Breakdown"                                      |
| 1992      | Pato Darkwing                              | Splatter Phoenix (voz)                | Episodio: "Paint Misbehavin'"                                       |
| 1992      | Goof Troop                                 | Señora Willoughby (Voz)               | Episodio: "Goofin' Up the Social Ladder"                            |
| 1992      | Frosty Returns                             | Miss Carbuncle (voz)                  | Cortometraje                                                        |
| 1992–2002 | Rugrats                                    | Tía Miriam (voz)                      | 7 episodios                                                         |
| 1994      | Aaahh!!Real Monsters                       | Gromble Mamá (voz)                    | 2 episodios                                                         |
| 1994      | The Martin Short Show                      | Alice Manoogan                        | 3 episodios                                                         |
| 1994      | Batman: la serie animada                   | Muy Mamá, Lisa Lorena (voz)           | Episodio: "Make 'Em Laugh"                                          |
| 1994      | Duckman                                    | Madame Rosebud (Voz)                  | Episodio: "A Civil War"                                             |
| 1995      | Stark Trek: Deep Space Nine                | Ishka                                 | Episodio: "Family Business"                                         |
| 1995–1996 | Earthworm Jim                              | Babosa de reina-Para-Un-Culata (voz)  | 11 episodios                                                        |
| 1996      | Duckman                                    | Mayor Gallagher (voz)                 | Episodio: "El Fin de semana más Largo"                              |
| 1997      | Life... and Stuff                          | Christine                             | Episodio: "Life... and Fisticuffs"                                  |
| 1997      | Recess                                     | Lunchlady Harriet (voz)               |                                                                     |
| 1997      | Meego                                      | Connie                                | Episodio: "La Verdad Sobre Coches y Perros"                         |
| 1997      | Los Simpson                                | Apu Mamá (voz)                        | Episodio: "The Two Mrs. Nahasapeemapetilons"                        |
| 1998      | Damon                                      | Carol Czynencko                       | 7 episodios                                                         |
| 1998      | The Lionhearts                             | Voces adicionales                     | Episodio: "Pero Algunos de Mis Amigos Mejores Son Payasos"          |
| 1998      | CatDog                                     | Talluhla, indio (voz)                 | Episodio: "Todo Aproximadamente el gato que/Entra sin autorización" |
| 1998      | The Wild Thornberrys                       | Cóndor de madre (voz)                 | Episodio: "Flight of the Donnie"                                    |
| 1998      | Pinky, Elmyra & the Brain                  | Señora Entebee (voz)                  | 3 episodios                                                         |
| 1998–1999 | Hércules                                   | Voces adicionales                     | 5 episodios                                                         |
| 1998–2000 | Superman: The Animated Series              | Harriet la loca (voz)                 | 4 episodios                                                         |
| 1999      | Timon Y Pumbaa                             | Voces adicionales                     | Episodio: "Whiff/para Ser Abeja o No para Ser Abeja"                |
| 1999      | The Outer Limits                           | Lil Vaughn                            | Episodio: "Joyride"                                                 |
| 1999      | The Norm Show                              | Millie                                | Episodio: "Norma vs. Muerte"                                        |
| 1999–2000 | George y Martha                            | Martha (voz)                          | 27 episodios                                                        |
| 1999–2001 | El nuevo show del Pájaro Loco              | Señora Meany (voz)                    | 7 episodios                                                         |
| 2001      | Committed                                  | Frances más Salvaje (voz)             |                                                                     |
| 2001      | DAG                                        | Betty Winn                            | Episodio: "Baloncesto Jones"                                        |
| 2001      | Primetime Glick                            | Anne Heche                            | 2 episodios                                                         |
| 2002      | Just for Laughs                            | Edith Prickley                        |                                                                     |
| 2002      | Ed                                         | Kaye Pazzuti                          | Episodio: "Dos Días de Libertad"                                    |
| 2002      | Crossing Jordan                            | Nora Kaminski                         | Episodio: "Maravillas & de Milagros"                                |
| 2002–2006 | Las Aventuras de Jimmy Neutron             | Señora Ave (voz)                      | 46 episodios                                                        |
| 2003      | My Big Fat Greek Life                      | Voula                                 | 7 episodios                                                         |
| 2003      | Ozzy & Drix                                | Aunti Histamina (voz)                 | Episodio: "Aunti Histamina"                                         |
| 2003–2007 | Kim Possible                               | Señora Stoppable (Voz)                | 11 episodios                                                        |
| 2005      | Chilly Beach                               | Lucretia Marinara (Voz)               | Episodio: "Tienes Carne"                                            |
| 2005      | Hope & Faith                               | Madame Elizabeth                      | Episodio: "Estación Finale"                                         |
| 2006      | Kitchen Confidential                       | Margie                                | Episodio: "El Robo"                                                 |
| 2006      | Cracking Up                                | Carol Baxter                          | Episodio: "El Mediador"                                             |
| 2006      | The Grim Adventures of Billy & Mandy       | Mujer de monstruo (voz)               | Episodio: "Ser Un-Fred, Ser Muy Un-Fred"                            |
| 2007      | St. Urbain Horseman                        | Sarah Hersh                           | Episodio: "Parte 1 & 2"                                             |
| 2007      | Insatiable                                 |                                       |                                                                     |
| 2007      | SpongeBob SquarePants                      | Señorita Priss (voz)                  | Episodio: "Prohibido en Fondo de Bikini"                            |
| 2009      | Nurse Jackie                               | Señora Greenfield                     | Episodio: "Alumno"                                                  |
| 2010      | Little Mosque on the Prairie               | Dr. Lois Kettlebaum                   | Episodio: "La Letra"                                                |
| 2010      | Dino Dan                                   | Señora Hahn                           | 3 episodios                                                         |
| 2010–2011 | The Cat in the Hat Knows a Lot About That! | Varios                                | 3 episodios                                                         |
| 2012      | 30 Rock                                    | Bonnie                                | Episodio: "Mi Vida Entera Es Trueno "                               |
| 2012–2013 | Fugget About It                            | La Virgen Mary (voz)                  | 3 episodios                                                         |
| 2013      | Crash & Bernstein                          | Verde de madre                        | Episodio: "Accidente en la Carrera"                                 |
| 2014      | Working the Engels                         | Ceil Engel                            | 12 episodios                                                        |
| 2014      | American Dad!                              | Trabajador esrilanqués (voz)          | Episodio: "Ahora y Gwen"                                            |
| 2015      | The Jack and Triumph Show                  | Elena Ekalakavarakova                 | Episodio: "El Anuncio"                                              |
| 2015      | Difficult People                           | Marilyn Kessler                       | Correo-producción                                                   |
| 2015      | Modern Family                              | Higo Wilson                           | Episodio: "Navidad Blanca"                                          |
| 2017–2018 | Great News                                 | Carol Wendelson                       | Elenco principal                                                    |
| 2017–2019 | The Good Fight                             | Francesa Lovatelli                    | 5 episodios                                                         |
| 2019      | Will & Grace                               | Zusanna Zoggin                        | Episodio: "The Pursuit of Happiness"                                |
| 2021–2024 | Evil                                       | Hermana Andrea                        | 20 episodios                                                        |
| 2021      | Harlem                                     | Robin Goodman                         | 3 episodios                                                         |
| 2022–2023 | Only Murders in the Building               | Joy                                   | 7 episodios                                                         |
| 2025      | Overcompensating                           | Decana de la Universidad de Yates     | Episodio: "Crown on the Ground"                                     |
| 2025      | The Gilded Age                             | Madame Dashkova                       |                                                                     |

## Trabajos publicados
- Martin, Andrea (2014). Martin, Andrea (2014). Andrea Martin's Lady Parts. Harper. ISBN 978-0062387288. Martin, Andrea (2014). Andrea Martin's Lady Parts. Harper. ISBN 978-0062387288.